# Flintoconis gozmanyi
Flintoconis gozmanyi is een insect uit de familie van de dwerggaasvliegen (Coniopterygidae), die tot de orde netvleugeligen (Neuroptera) behoort. 
De wetenschappelijke naam Flintoconis gozmanyi is voor het eerst geldig gepubliceerd door Sziráki in 2007.